# Премия Муз-ТВ 2010
8-я ежегодная национальная премия в области популярной музыки Муз-ТВ состоялась 11 июня 2010 года в спортивном комплексе «Олимпийский».
Зарубежными гостями этой премии были американские рок-группы Flyleaf и The Exies, молдавский певец Дан Балан, а также американские поп-певицы Ла Тойя Джексон и Анастейша.
Ведущими премии были Ксения Собчак и Иван Ургант.

## Голосование
Процесс голосования проходил в два этапа. Сначала эксперты отбирали пять претендентов в каждой категории, а после оглашения списка номинантов 6 апреля 2010 года стартовало зрительское голосование, которое закончилось в день церемонии. Победители были объявлены 11 июня 2010 года в прямой трансляции из спортивного комплекса «Олимпийский».

## Выступления
| Исполнитель                                                                                   | Песня                                               |
| --------------------------------------------------------------------------------------------- | --------------------------------------------------- |
| Ани Лорак и Тимур Родригес                                                                    | «Увлечение»                                         |
| Дискотека Авария                                                                              | «Арам зам зам»                                      |
| МакSим и Ансамбль Русская песня XXI век                                                       | «Дорога»                                            |
| Quest Pistols                                                                                 | «Белая стрекоза любви» «Он рядом» «Я твой наркотик» |
| Григорий Лепс и Валерий Меладзе                                                               | «Обернитесь»                                        |
| Винтаж                                                                                        | «Ева»                                               |
| Юрий Антонов                                                                                  | «Не умирай любовь»                                  |
| The Exies                                                                                     | «My Goddess» «These Are The Days»                   |
| Банд’Эрос                                                                                     | «Мне до весны»                                      |
| Градусы                                                                                       | «Режиссёр»                                          |
| Тимати и Mariya                                                                               | «Love You»                                          |
| Александр Рыбак                                                                               | «Я не верю в чудеса (Супергерой)»                   |
| А’Студио                                                                                      | «Фильм, фильм, фильм»                               |
| Noize MC                                                                                      | «Из окна»                                           |
| Валерия                                                                                       | «I know»                                            |
| Flyleaf                                                                                       | «Again» «All Around Me»                             |
| Звери                                                                                         | «Говори» «Напитки покрепче» «Дожди-пистолеты»       |
| Dan Balan                                                                                     | «Chica Bomb»                                        |
| Сергей Лазарев                                                                                | «Alarm»                                             |
| Город 312                                                                                     | «Обернись»                                          |
| Дима Билан и Anastacia                                                                        | «Safety»                                            |
| Anastacia                                                                                     | «One Day in Your Life»                              |
| La Toya Jackson, Ани Лорак, Тимур Родригес, Валерия, Дима Билан, Кети Топурия, Сергей Лазарев | «Earth Song»                                        |

## Номинации
Ниже представлен полный список победителей и номинантов премии. Победители отмечены галочкой.

### Лучшая песня
«Обернись» — Город 312 и Баста 

«Я буду» — 23:45 и 5ivesta family

«Прости» — Вельвеt

«Ева» — Винтаж

«Режиссёр» — Градусы

### Лучший исполнитель
Дима Билан 

Григорий Лепс

Александр Рыбак 

Сергей Лазарев

Филипп Киркоров

### Лучшая исполнительница
Валерия 

Ани Лорак

Жанна Фриске 

Кристина Орбакайте

МакSим

### Прорыв года
23:45 и 5ivesta family

Александр Рыбак 

Градусы

НЮША

Татьяна Зыкина

### Лучшая поп-группа
А’Студио 

Quest Pistols

Дискотека Авария

Винтаж

Ранетки

### Лучшая рок-группа
Би-2 

Моральный кодекс

Чайф

Мумий Тролль

Brainstorm

### Лучший хип-хоп проект
Тимати 

Бумбокс 

Noize MC 

Банд'Эрос

Баста

### Лучший дуэт
Полина Гагарина и Ирина Дубцова— «Кому, зачем?» 

23:45 и 5ivesta family — «Я буду»

Рома Кенга и Агния Дитковските — «Самолёты»

Город 312 и Баста — «Обернись»

Тимур Родригез и Ани Лорак — «Увлечение»

### Лучший альбом
«The Boss» — Тимати 

«Superklass» — Quest Pistols

«SEX» — Винтаж

«Дежавю» — Игорь Крутой и Дмитрий Хворостовский

«Тёплый» — Ноггано

### Лучшее видео
«Love You» — Тимати, Busta Rhymes и Mariya 

«Так же как все» — А’Студио

«Вестерн» — Жанна Фриске и Tanya

«Сумасшедший» — ВИА Гра

«Обернись» — Баста и Город 312

### Лучший саундтрек
«Просто подари» (фильм «Любовь в большом городе») — Филипп Киркоров 

«Супергерой (Я не верю в чудеса)» (фильм «Чёрная молния») — Александр Рыбак

«Забудь меня» (фильм «Неоконченный урок») — Алексей Воробьёв

«Дорога» (фильм «Книга мастеров») МакSим

«Фантастика» (сериал «я») Мумий Тролль

## Специальные призы
- За вклад в российскую музыкальную индустрию: Юрий Антонов
- За вклад в мировую музыкальную индустрию: Майкл Джексон (посмертно, награду получила его сестра Ла Тойя Джексон)